# Juhani Himanka
Olavi Juhani Himanka (ur. 19 kwietnia 1956 w Tervoli) – fiński piłkarz występujący na pozycji napastnika. Trener piłkarski.

## Kariera klubowa
Himanka karierę rozpoczynał w sezonie 1974 w trzecioligowym zespole Into. W 1977 roku przeszedł do szwedzkiego drugoligowca, GIF Sundsvall. Po jednym sezonie wrócił jednak do Finlandii, gdzie najpierw przez sezon grał w OTP, a w 1979 roku został graczem zespołu OPS. W sezonach 1979 oraz 1980 zdobył z nim mistrzostwo Finlandii.
W 1982 roku Himanka odszedł do norweskiego Lillestrøm SK. W sezonie 1982 zajął z nim 3. miejsce w pierwszej lidze norweskiej. Po sezonie przeniósł się do fińskiego drugoligowca, KePS. W sezonie 1982 awansował z nim do pierwszej ligi. W KePs grał do sezonu 1989. Następnie występował w drużynach KJK oraz VisanP, a w 1992 roku wrócił do KePS, grającego już w drugiej lidze. W sezonie 1996 spadł z nim do trzeciej ligi. W 1999 roku zakończył karierę.

## Kariera reprezentacyjna
W reprezentacji Finlandii Himanka zadebiutował 17 października 1979 w przegranym 1:3 meczu eliminacji Mistrzostw Europy 1980 z Węgrami. 25 listopada 1979 w wygranym 2:0 towarzyskim pojedynku z Bermudami strzelił swojego pierwszego gola w kadrze.
W 1980 roku został powołany do kadry na Letnie Igrzyska Olimpijskie, zakończone przez Finlandię na fazie grupowej. W latach 1979–1982 w drużynie narodowej rozegrał 16 spotkań i zdobył 4 bramki.